# Akidra
Akidra (en georgiano: აქიდრა; en abjasio: Акыдра, romanizado: Akydra) es una aldea que pertenece a la parcialmente reconocida República de Abjasia, dentro del distrito de Ochamchire, aunque de iure es parte del municipio de Ochmachire de la República Autónoma de Abjasia de Georgia.

## Geografía
Akidra está en la orilla derecha del río Duab, a 24 km de Ochamchire. La aldea se administra desde el pueblo de Chlou.  